# Servaisprijs
De Servaisprijs (Luxemburgs: Servais-Präis, Frans: Prix Servais pour la littérature) is een Luxemburgse literatuurprijs.

## Beschrijving
De Servaisprijs werd in 1989 ingesteld door de Luxemburgse Fondation Servais pour la Littérature Luxembourgeoise. Hij wordt sinds 1992 ieder jaar toegekend voor een in de loop van het voorgaande jaar verschenen literair werk, ongeacht het genre of de taal waarin het is geschreven. Wel moet de schrijver de Luxemburgse nationaliteit hebben. Aan de Servaisprijs, die door een onafhankelijke jury wordt toegekend, is een geldbedrag van 4000 euro verbonden.
In 2000 werd door de Fondation Servais ook een aanmoedigingsprijs ingesteld, de Prix d’encouragement de la Fondation Servais, die is bedoeld voor ongepubliceerde manuscripten van jonge auteurs.

## Winnaars
| Jaar | Winnaar            | Boek                                                       |
| ---- | ------------------ | ---------------------------------------------------------- |
| 1992 | Roger Manderscheid | De Papagei um Käschtebam                                   |
| 1993 | Pol Greisch        | Äddi Charel - Besuch - E Stéck Streisel                    |
| 1994 | Jean Portante      | Mrs. Hallory ou Les mémoires d'une baleine                 |
| 1995 | Joseph Kohnen      | Speciale oeuvreprijs                                       |
| 1996 | Lex Jacoby         | Wasserzeichen                                              |
| 1997 | Margret Steckel    | Der Letzte vom Bayrischen Platz                            |
| 1998 | José Ensch         | Dans les cages du vent                                     |
| 1999 | Jhemp Hoscheit     | Perl oder Pica                                             |
| 2000 | Pol Schmoetten     | Der Tag des Igels                                          |
| 2001 | Roland Harsch      | Laub und Nadel                                             |
| 2002 | Guy Helminger      | Rost                                                       |
| 2003 | Jean Sorrente      | Et donc tout un roman                                      |
| 2004 | Claudine Muno      | Frigo                                                      |
| 2005 | Jean-Paul Jacobs   | Jenes Gedicht & Mit nichts                                 |
| 2006 | Guy Rewenig        | Passt die Maus ins Schneckenhaus?                          |
| 2007 | Lambert Schlechter | Le murmure du monde                                        |
| 2008 | Anise Koltz        | L'ailleurs des mots                                        |
| 2009 | Pol Sax            | U5                                                         |
| 2010 | Tania Naskandy     | Sibiresch Eisebunn                                         |
| 2011 | Jean Krier         | Herzens Lust Spiele                                        |
| 2012 | Gilles Ortlieb     | Tombeau des anges                                          |
| 2013 | Pol Greisch        | De Monni aus Amerika                                       |
| 2014 | Nico Helminger     | Abrasch                                                    |
| 2015 | Roland Meyer       | Roughmix                                                   |
| 2016 | Jean Portante      | L'architecture des temps instables                         |
| 2017 | Nora Wagener       | Larven                                                     |
| 2018 | Nico Helminger     | Kuerz Chronik vum Menn Malkowitsch sengen Deeg an der Loge |
| 2019 | Elise Schmit       | Kuerzgeschichten Stürze aus unterschiedlichen Fallhöhen    |